# Épidémie de cocoliztli de 1576
L'épidémie de cocoliztli de 1576 est le nom donné à une grande épidémie touchant les populations amérindiennes de Nouvelle-Espagne de juillet 1576 jusqu'en 1577. Originaire de la vallée de Mexico en avril de 1576, l'épidémie s'est répandue en se limitant de Sonora au nord et à la Péninsule du Yucatán et au Guatemala au sud.

## Épidémies précédentes

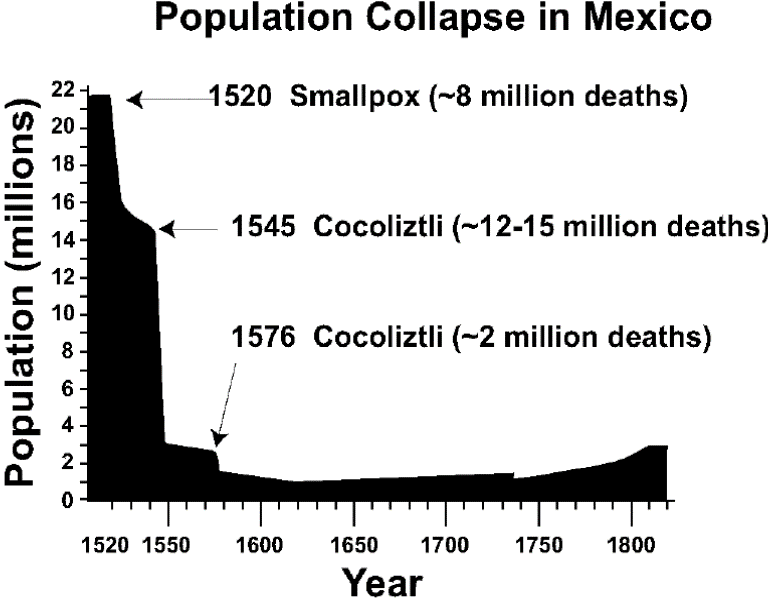
Evolution démographique de la population amérindienne.

L'épidémie fait suite à celle de 1545.

## Chronologie
En juillet, la maladie touchait les populations autour de la ville de Mexico et, en août, commença à se propager lentement à travers le pays. Au cours du mois de septembre la saison des pluies augmenta de façon significative le nombre de décès, de sorte que le cocoliztli atteignit Sonora et le Guatemala en quelques semaines. À partir du mois de mars 1578, la mortalité commença diminuer jusqu'à ce que la fin de l'épidémie soit déclarée en août de 1578. Il est estimé que 2 millions d'Aztèques étaient emportés par la maladie, qui s'ajoutaient au 12 à 15 millions de morts de l'épidémie de 1545.

## Conséquences

### Démographie: bilan humain
Les sources documentaires estiment environ 2 millions de morts chez les amérindiens